# Leopoldo Peres Sobrinho
Leopoldo Peres Sobrinho (Manaus, 5 de setembro de 1929 - Manaus, 5 de março de 2018) foi um notário, professor, jornalista e político brasileiro que representou o Amazonas no Congresso Nacional.

## Dados biográficos
Filho de Arnoldo Carpinteiro Peres e Maria do Carmo Campelo Peres. Técnico em Administração Municipal e Relações Humanas formado pelo Instituto Brasileiro de Assistência aos Municípios, tornou-se Bacharel em Direito pela Universidade Federal do Rio de Janeiro, com curso intensivo de Direito Constitucional e Direito Processual Penal pela Universidade do Estado do Rio de Janeiro, além do curso de especialização em Direito Agrário e Legislação de Registros Públicos e do curso de História Universal e Geografia Geral.
Diretor do Departamento de Estatística no governo Leopoldo Neves, filiou-se ao PSD e foi eleito deputado federal em 1962. Secretário de Governo na segunda passagem de Plínio Coelho pelo executivo estadual, migrou para a ARENA após a vitória do Regime Militar de 1964, sendo reeleito em 1966 e 1970. Secretário de Energia e Saneamento Básico no governo Enoque Reis, foi candidato a senador numa sublegenda do PMDB em 1982, figurando primeiro suplente de Fábio Lucena, sendo efetivado após a renúncia do titular em razão das eleições de 1986. Signatário da Constituição de 1988, ingressou no PDC durante o Governo Collor, mas renunciou em 1990, dias antes de assumir o cargo de superintendente da Zona Franca de Manaus sob nomeação presidencial. Encerrou sua vida política ao eleger-se primeiro suplente de senador na chapa de Bernardo Cabral em 1994.
Oriundo de uma família de políticos é sobrinho de Leopoldo Peres, genro de Álvaro Maia e irmão de Jefferson Peres.